# 岩見沢市立総合病院
岩見沢市立総合病院（いわみざわしりつそうごうびょういん）は、北海道岩見沢市にある病院（市区町村立病院）。

## 沿革
- 1926年（昭和02年）：岩見沢町7条西4丁目に「岩見沢町立病院」として開設[2]。付属看護婦養成所設置[2]。
- 1943年（昭和18年）：市制施行に伴い、「岩見沢市立病院」と改称[2]。
- 1950年（昭和25年）：南病棟完成[2]。
- 1953年（昭和28年）：結核病棟完成[2]。志文診療所開設（1995年閉所）[2]。
- 1954年（昭和29年）：現在地に新病棟完成（2代目院舎）[2]。
- 1955年（昭和30年）：付属准看護婦養成所（後の付属准看護学院）設置[2]。
- 1957年（昭和32年）：総合病院認可、「岩見沢市立総合病院」と改称[2]。
- 1960年（昭和35年）：結核病棟を精神病棟に転用[2]。
- 1961年（昭和36年）：隔離病舎完成し、業務委託[2]。精神神経科病棟完成[2]。
- 1965年（昭和40年）：新館完成[2]。
- 1970年（昭和45年）：精神神経科病棟改築[2]。
- 1972年（昭和47年）：精神病棟を再び結核病棟に使用[2]。本館改修[2]。
- 1976年（昭和51年）：岩見沢市立高等看護学院開校[2]。人工透析棟完成[2]。
- 1977年（昭和52年）：付属准看護学院が市立高等看護学院内に移転[2]。
- 1984年（昭和59年）：新病棟完成（3代目院舎）[2]。隔離病棟改築[2]。
- 1985年（昭和60年）：新診療管理棟完成[2]。
- 1992年（平成04年）：結核病棟廃止[2]。
- 1998年（平成10年）：市民健康センター開設[2]。
- 1999年（平成11年）：市立高等看護学院新校舎完成[2]。隔離病舎廃止[2]。
- 2004年（平成16年）：『自治体立優良病院』会長表彰受賞[2][3]。
- 2005年（平成17年）：『自治体立優良病院』総務大臣表彰受賞[2][4]。新棟完成[2]。
- 2015年（平成27年）：院内保育園開設[2]。
- 2021年（令和3年）：北海道中央労災病院と統合する方針を固めた[5]。

## 機関指定
| 地域センター病院                             | 地域周産期母子医療センター               |
| 災害拠点病院                                 | 北海道DMAT（災害派遣医療チーム）指定病院 |
| 第二種感染症指定医療機関                     | 小児科2次救急病院（岩見沢市医師会）      |
| 新生児聴覚スクリーニング後の精密聴力検査機関 | 臨床研修指定病院（単独型）               |
| 救急告示病院（救急指定病院）                 | 南空知地域病院群輪番制病院               |

## 診療科等
診療科
- 内科
  - 循環器内科・糖尿病
  - 呼吸器内科
  - 心療内科
- 消化器内科
- 外科
- 小児科
- 産婦人科
- 整形外科
- 泌尿器科
- 脳神経外科
- 眼科
- メンタルヘルス科
- 耳鼻咽喉科
- 皮膚科
- 麻酔科

センター
- 血液浄化センター

部門
- 看護部
- 薬剤科
- 放射線科
- 臨床検査科
- 栄養科
- 臨床工学科
- リハビリテーション科
- 地域医療連携室
- 医療安全対策室
- 感染防止対策室
- 内視鏡・腹腔鏡・顕微鏡外科研修センター

## 施設認定
| 日本呼吸器学会認定施設               | 日本臨床細胞学会認定施設               |
| 日本透析医学会認定施設               | 日本小児科学会小児科専門医研修関連施設 |
| 日本内科学会教育関連施設             | 日本循環器学会認定循環器専門医研修施設 |
| 日本外科学会専門医制度修練施設       | 日本外科学会認定医制度修練施設         |
| 日本麻酔科学会麻酔指導病院           | 日本ペインクリニック学会指定研修施設   |
| 日本耳鼻咽喉科学会専門医研修施設     | 母体保護法指定医師の研修機関           |
| 日本泌尿器科学会泌尿器専門医教育施設 | 日本眼科学会専門医制度研修施設         |
| 日本脳神経外科学会専門医訓練施設     | 日本整形外科学会研修施設               |

## アクセス・駐車場
国道12号（岩見沢バイパス）沿いに位置している。
- 北海道中央バス（岩見沢営業所）
  - 「市立病院前」バス停から徒歩約1分
  - 「市民会館前」バス停から徒歩約3分
- 北海道旅客鉄道（JR北海道）岩見沢駅
  - 車で約5分から8分
  - 徒歩約20分
- 駐車場あり

## 関連施設
- 岩見沢市立栗沢病院
- 岩見沢市立高等看護学院